# Nieuwe Waterweg

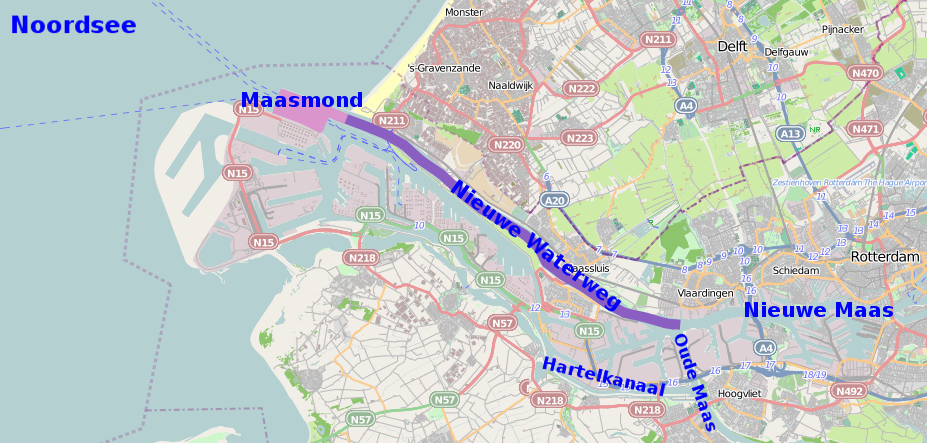
Lage des Nieuwe Waterweg und des Maasmond

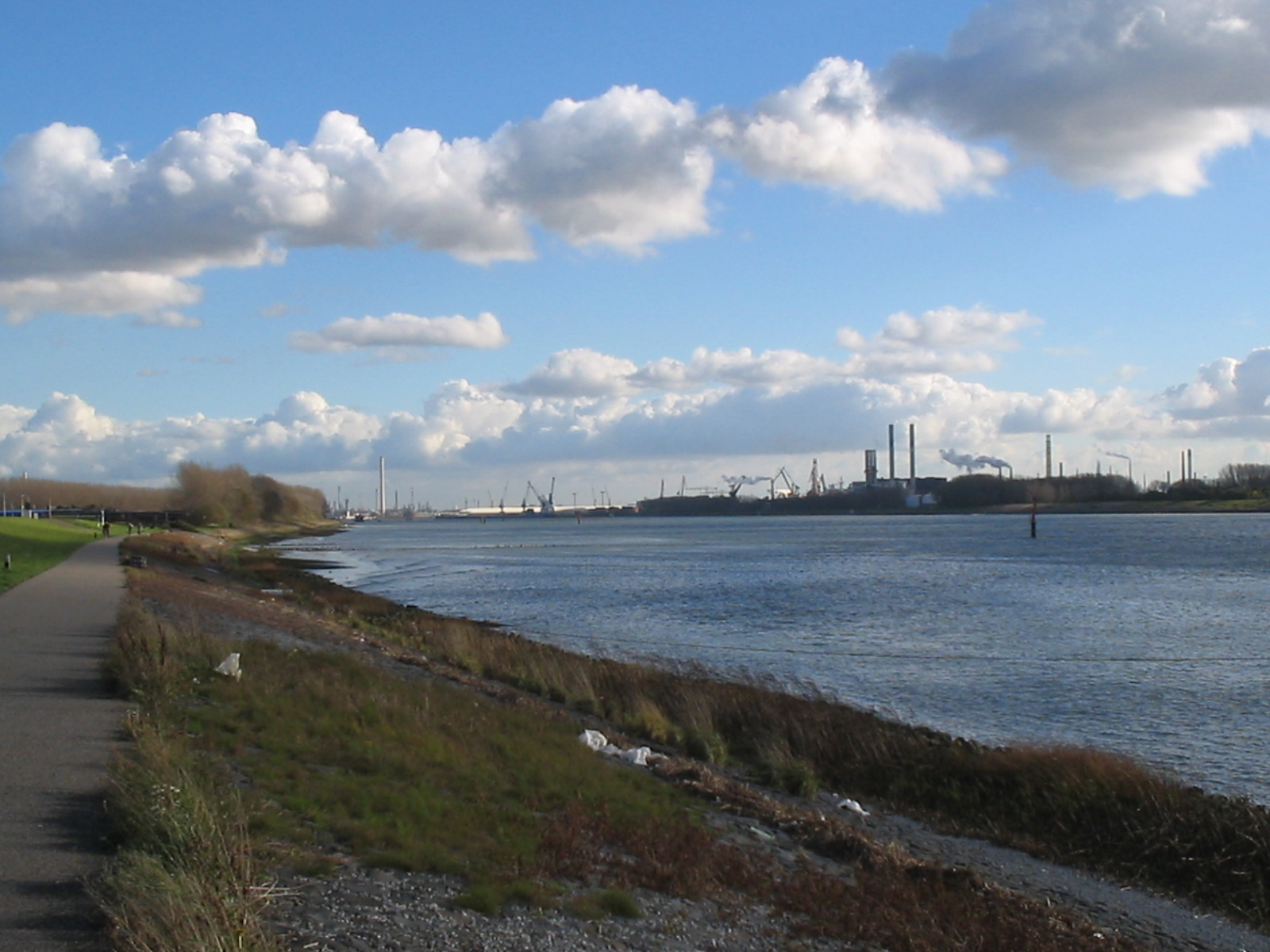
Nieuwe Waterweg

Der Nieuwe Waterweg ist das letzte Teilstück des für die Schifffahrt bedeutendsten Mündungsarmes im verzweigten Rhein-Mündungsgebiet. Er gehört zur niederländischen Provinz Südholland. Oft wird der gesamte, rund 20 Kilometer lange Flussabschnitt zwischen dem Zusammenfluss der Nieuwe Maas und der Oude Maas in Rotterdam und der Mündung in die Nordsee bei Hoek van Holland (Maasmond) mit diesem Namen bezeichnet. Im eigentlichen Sinne gilt er aber nur für den letzten, rund sieben Kilometer langen Abschnitt, der als abkürzender Durchstich durch den Dünengürtel der Nordseeküste den früheren Stromarm Scheur mit der offenen See verbindet. Die Grenze zwischen beiden Abschnitten markiert seit 1997 das Maeslant-Sturmflutwehr.
Der Nieuwe Waterweg ist Teil der niederländischen Wasserstraße 102 (Nieuwe Maas – Nieuwe Waterweg – Maasmond), ein wichtiger Teil der Schifffahrtsroute Nordsee–Rotterdam–Rhein. Aus diesem Grund regulieren die Deltawerke den Wasserdurchfluss so, dass bei mittleren und geringen Wasserständen die Hauptwassermenge durch den Nieuwe Waterweg fließt, während die südliche, wesentlich breitere Hauptrinne nur die Spitzenabflüsse über Nieuwe Merwede, Hollands Diep und die Schleusen des Haringvlietdammes der Nordsee zuführt. Von den rund 2900 m³/s, die das Flusssystem des Rheins insgesamt abführt, strömen so im Mittel nicht ganz 1500 m³/s über den Nieuwe Waterweg in die Nordsee.

## Geschichte
Als im 18. und 19. Jahrhundert der Rotterdamer Hafen immer mehr versandete, wurde 1866 mit dem Bau dieses Kanals begonnen, Planung und Ausführung leitete der Ingenieur Pieter Caland. Die Freigabe für die Schifffahrt erfolgte im Jahr 1872.
Da eine weitere Vertiefung der Fahrrinne (zu der Zeit etwa 11,6 Meter) nach mehreren Absenkungen des Nieuwe Waterweg technisch als nicht mehr durchführbar galt, legte man in der zweiten Hälfte des 20. Jahrhunderts an der Mündung in die Nordsee die neuen Vorhäfen Europoort und Maasvlakte an. Beide können von den derzeit größten Seeschiffen angefahren werden. Damit der Nieuwe Waterweg auch von größeren Schiffen passiert werden kann, wurde 2018/2019 die Fahrrinne so vertieft, dass Schiffe mit bis zu 15 m Tiefgang das Hafengebiet Botlek erreichen können.